# Uwe Daßler

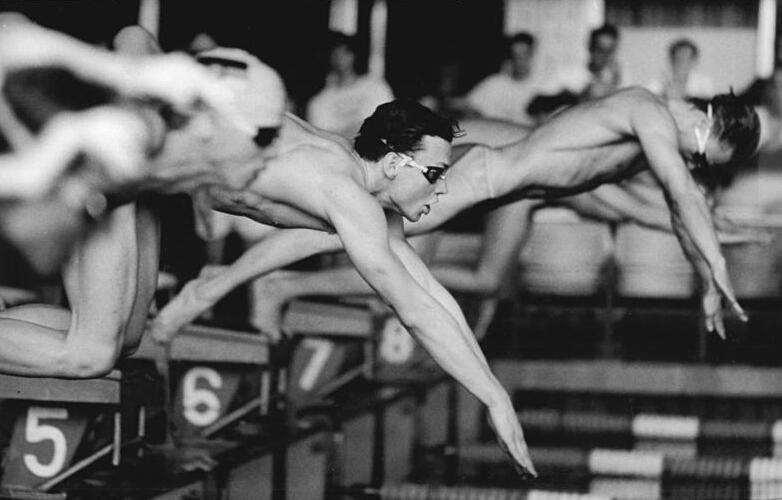
Uwe Daßler in 1986

Uwe Dassler (Ebersbach, 11 februari 1967) is een voormalig internationaal topzwemmer uit Oost-Duitsland, die namens zijn vaderland de gouden medaille won op de 400 meter vrije slag bij de Olympische Spelen van Seoel (1988). Op datzelfde onderdeel behaalde de zwemmer van ASK Vorwärts Potsdam, een pupil van trainer-coach Lutz Wanja, in 1985 de Europese titel, terwijl hij zich bij dat toernooi in Sofia eveneens liet kronen tot kampioen op de 1500 meter vrije slag. Dassler won in Seoel eveneens een zilveren (4x200 meter vrije slag) en een bronzen (1500 meter vrije slag) medaille. Hij beëindigde zijn carrière in 1991.
1908: Henry Taylor ·
1912: George Hodgson ·
1920: Norman Ross ·
1924: Johnny Weissmuller ·
1928: Alberto Zorrilla ·
1932: Buster Crabbe ·
1936: Jack Medica ·
1948: William Smith ·
1952: Jean Boiteux ·
1956: Murray Rose ·
1960: Murray Rose ·
1964: Don Schollander ·
1968: Mike Burton ·
1972: Brad Cooper ·
1976: Brian Goodell ·
1980: Vladimir Salnikov ·
1984: George DiCarlo ·
1988: Uwe Daßler ·
1992: Jevgeni Sadovy ·
1996: Danyon Loader ·
2000: Ian Thorpe ·
2004: Ian Thorpe ·
2008: Park Tae-hwan ·
2012: Sun Yang ·
2016: Mack Horton ·
2020: Ahmed Hafnaoui ·
2024: Lukas Märtens